# Tomosvaryella speciosa
Tomosvaryella speciosa är en tvåvingeart som beskrevs av Hardy 1949. Tomosvaryella speciosa ingår i släktet Tomosvaryella och familjen ögonflugor. Inga underarter finns listade i Catalogue of Life.